# Фретка
Фретка (на латински: Mustela putorius furo, на английски: ferret), известна още като домашен пор, е опитомената форма на черния пор, бозайник, принадлежащ към същия род на невестулката, Mustela, в семейство порови. Козината им обикновено е кафява, черна, бяла или смесена. Имат средна дължина 51 см, включително 13 см опашка; тежат около 0,7 – 2 кг и имат живот в природата от 7 до 10 години. Фретките са сексуално диморфни хищници, като мъжките са значително по-големи от женските.
Историята на опитомяването на фретките е недоизяснена, за разлика от тази на повечето други домашни животни, но вероятно са опитомени преди поне 2500 години. Те все още се използват за лов на зайци в някои части на света, но все повече се отглеждат само като домашни любимци.
Тъй като са близки родственици с polecats (понятие, включващо семейство порови), фретките лесно се хибридизират с тях и това от време на време води до диви колонии от хибриди polecat-фретки, които са причинили щети на местната фауна, особено в Нова Зеландия. В резултат на това Нова Зеландия и някои други части на света наложиха ограничения за отглеждането на фретки.
Няколко други представители на семейство порови също имат в наименованието си ferret в пълното си име, включително застрашеният вид чернокрак пор (black-footed ferret).

## Етимология
Името ferret произлиза от латинското furittus, което означава „малък крадец“, вероятно препратка към обичайната склонност на фретките да крият дребни вещи.
Гръцката дума ἴκτις: íktis, латинизирана като ictis, се среща в пиесата The Acharnians, написана от Аристофан през 425 г. пр.н.е. Дали това е препратка към фретките, polecats или подобни египетски мангустови, не е сигурно.

### Названия
- hob – мъжка фретка
- jill – женска фретка
- gib – кастрирана мъжка фретка
- sprite – кастрирана женска фретка
- hoblet – вазектомизирана мъжка фретка
- business – група фретки[6]
- besyness, fesynes, fesnyng и feamyng – група фретки (срещат се в речници, но почти сигурно са „призрачни“ думи)[7]

## Биология

### Характеристики
Фретките имат типична мускулеста форма на тялото, като са дълги и стройни. Средната им дължина е около 50 см, включително 13 см опашка. Техният кожух има различна окраска, включително кафява, черна, бяла или смесена. Тежат между 0,7 и 2,0 кг и са сексуално диморфни, тъй като мъжките са значително по-големи от женските. Средният период на бременност е 42 дни, а женските могат да имат две или три бременности всяка година. Размерът на котилото обикновено е между три и седем малки, които се отбиват след три до шест седмици и стават независими на три месеца. Те стават полово зрели на приблизително шест месеца, а средната продължителност на живота е от 7 до 10 години. Фретките са с индуцирана овулация (женските овулират вследствие на външна стимулация по време на или непосредствено преди чифтосването, а не циклично или спонтанно).

### Поведение
Фретките прекарват 14 – 18 часа на ден в сън и са най-активни около часовете на зората и здрача, което означава, че са крепускуларни (активни предимно по време на здрач, не специално денем или нощем). Ако са поставени в клетка, те трябва да бъдат извеждани всеки ден, за да се упражняват и да задоволят любопитството си; необходим им поне час и място за игра. За разлика от прародителите си, които са самотни животни, повечето фретки ще живеят щастливо в социални групи. Те са териториални, обичат да се ровят и предпочитат да спят в закрита зона.
Подобно на много други представители на семейство порови, фретките имат миризливи жлези в близост до ануса си, секретите от които се използват за маркиране. Фретките могат да разпознаят индивиди от тези секреции на аналните жлези, както и пола на непознати индивиди. Фретките могат да използват маркирането с урина за пол и индивидуално разпознаване.
Както при скунксовете, фретките могат да освободят секретите си от анални жлези, когато се стреснат или уплашат, но миризмата е много по-слаба и се разсейва бързо. Повечето фретки, предназначени за домашни любимци в САЩ, се продават с отстранени анални жлези. В много други части на света, включително Великобритания и други европейски страни, премахването на произвеждащите миризми жлези се счита за ненужно осакатяване.

#### Танц на войната
Ако са развълнувани, фретките могат да изпълнят поведение, наречено „поров танц на войната“ („weasel war dance“), характеризиращ се с яростни странични скачания, скокове и блъскане в близки предмети. Естествоизпитателите спекулират, че представителите на семейство Порови в дивата природа използват танца, за да объркат или дезориентират плячка. Хермелининът хипнотизира плячка като зайци чрез такъв „танц на войната“ („weasel war dance“), въпреки че това поведение може да бъде свързано с инфекции на Skrjabingylus.
Въпреки популярното си име, танцът не е агресивен, а радостна покана за игра. Често е придружен от уникален мек шум, наричан обикновено „dooking“. Когато са уплашени, фретките изсъскват; когато са разстроени – тихо скърцат със зъби.

### Диета
Фретките са месоядни животни. Естествената диета на техните диви предци се е състояла от цяла малка плячка, включително месо, органи, кости, кожа, пера и козина. Фретките имат къса храносмилателна система и бърз метаболизъм, така че трябва да се хранят често. Готовите сухи храни, състоящи се почти изцяло от месо (включително висококачествената котешка храна, въпреки че специализираната храна за фретки е все по-достъпна и за предпочитане), осигуряват най-хранителна стойност и са най-удобни, въпреки че някои собственици ги хранят с предварително убита или живи плячка (като мишки и зайци), за да имитират по-близо естествения им хранителен режим. Храносмилателните пътища на фретките нямат сляпо черво и животното до голяма степен не е в състояние да усвои растителната материя. Преди да се знае много за физиологията на фретките, много животновъди и магазини за домашни любимци са препоръчвали храна като плодове в диетата на фретките, но сега е известно, че такива храни са неподходящи и всъщност могат да имат отрицателни последици за здравето на фретките. Фретките запечатват в съзнанието си консумираните храни на възраст около шест месеца. Това може да направи въвеждането на нови храни на по-възрастна фретка предизвикателство, като дори смяна на марките ястия може да срещне съпротива от фретките, ако не са я консумирали преди. Ето защо е препоръчително да се излагат младите фретки на колкото се може повече различни видове и аромати на подходяща храна.

### Зъби
Фретките имат четири вида зъби (включително максиларните горни и мандибуларните долни зъби) със зъбна формула {\displaystyle {\tfrac {3.1.4.1}{3.1.4.2}}}:
- 12 малки резци (дълги само 2 – 3 mm), разположени между кучешките в предната част на устата. Те се използват за grooming.
- 4 кучешки зъби, използвани за убиване на плячка.
- 12 предкътници, ползвани за дъвчене на храна – разположени отстрани на устата, непосредствено зад кучешките. Фретките използва тези зъби за да прережат плът, като ги използват с движение като ножица, за да нарежат месото на смилаеми парчета.
- 6 кътници (два отгоре и четири отдолу) в далечната задна част на устата се използват за смилане на храната.

### Здраве
Известно е, че фретките страдат от няколко различни здравословни проблеми. Сред най-често срещаните са ракови заболявания, засягащи надбъбречните жлези, панкреаса и лимфната система. Вирусните заболявания включват гана и грип. Здравните проблеми могат да възникнат при некастрирани женски, когато не се използват за разплод. Някои здравословни проблеми също са свързани с кастрирането на фретки преди достигане на полова зрялост. Някои цветове на фретките също могат да носят генетичен дефект, известен като синдром на Ваарденбург. Подобно на домашните котки, фретките също могат да страдат от космени топки и проблеми със зъбите. Фретките често дъвчат и поглъщат предмети, което може да доведе до запушване на червата.

## История на опитомяването
Както при повечето домашни животни, първоначалната причина фретките да бъдат опитомени от хора не са сигурни, но може да е свързано с лов. Според филогенетични проучвания, фретката е била опитомена от черния пор (Mustela putorius) и вероятно произхожда от северноафриканска линия на вида. Анализът на митохондриалната ДНК показва, че фретките са били опитомени преди около 2500 години. Твърди се, че древните египтяни са били първите опитомяващи фретки, но тъй като все още не са намерени мумифицирани останки от фретки, нито някакъв йероглиф на фретки и нито един polecat сега не е див в района, тази идея изглежда малко вероятна.
Фретките вероятно са били използвани от римляните за лов.
Колонии от диви фретки са се установили в райони, където нямат конкуренция от хищници с подобна големина, като например в Шетландските острови, Шотландия, и в отдалечените райони на Нова Зеландия. Там, където фретките съжителстват с polecats, хибридизацията е често срещана. Твърди се, че Нова Зеландия има най-голямата дива популация в света на хибриди фретки-polecats. През 1877 г. земеделските стопани в Нова Зеландия поискали фретки да бъдат въведени в страната за контрол на популацията на зайци, която също била въведена от хората. Пет фретки били внесени през 1879 г., а през 1882 – 1883 г. от Лондон са направени 32 пратки с общо 1217 животни. Кацат само 678, а 198 са изпратени от Мелбърн, Австралия. По време на пътуването фретките са били чифтосани с черен пор, създавайки редица хибриди, които са способни да оцелеят в природата. През 1884 и 1886 г. близо 4000 фретки и фретки хибриди, 3 099 невестулки и 137 хермелини са пуснати на свобода. Изразено е безпокойство, че тези животни ще приемат за плячка местни диви животни, след като популациите от зайци намалеят, и точно това се случва с птиците от Нова Зеландия, които по-рано са нямали хищници от бозайниците.

### Ловуване с фретки
В продължение на хилядолетия основната употреба на фретките е била за лов. С дългата си стройна конструкция и любознателния си характер, фретките са много добре оборудвани за спускане в дупки и преследване на гризачи, зайци и къртици от техните дупки. Цезар Август изпратил фретки или мангусти (наречени viverrae от Плиний) на Балеарските острови, за да контролира заешката напаст през 6 г. пр.н.е. В Англия през 1390 г. е приет закон, който ограничава използването на фретки за лов на сравнително богатите:
| „ | Определено е, че никой непрофесионален човек, който не достигне до стойността на четиридесет шилинга годишно, отсега нататък не задържа нито една хрътка или друго куче, за да ловува, нито да използва фретки, мрежи, heys, harepipes, нито шнурове, нито други средства за да вземе или унищожи елени, зайци, нито коняри, нито друга джентълменска игра, под страдание от дванадесет месеца затвор. | “ |

Фретки за пръв път са въведени в Новия свят през 17 век и са били широко използвани от 1860 г. до началото на Втората световна война за защита на зърнените складове в американския Запад от гризачи. Те все още се използват за лов в някои страни, включително в Обединеното кралство, където зайците се считат за вид напаст от земеделските стопани. Практиката е незаконна в няколко страни, където има опасения, че фретките могат да нарушат баланса на екологията. През 2009 г. във Финландия, където до този момент не е било известно развъждане, град Хелзинки започва да използва фретки, за да ограничи популацията на зайци в града до овладяеми нива. Избран е ловът с фретки, тъй като в населените райони се счита за по-безопасно и по-малко екологично вредно от отстрелването на зайци.

## Като домашни любимци
В САЩ фретките са били сравнително редки домашни любимци до 1980-те години. Правителствено проучване на „Калифорнийската програма за опазване на птиците и бозайниците“ изчислява, че до 1996 г. в Съединените щати като домашни любимци са отглеждани около 800 000 домашни фретки.
Подобно на много домашни любимци, фретките се нуждаят от клетка, въпреки че е препоръчително да се гледат извън тях. За фретките е необходима телена клетка с дължина най-малко 46 см и 76 см или повече широка. Фретките не могат да се настаняват в среда като аквариум поради лоша вентилация. За предпочитане е клетката да има повече от едно ниво, но това не е от решаващо значение. Обикновено се използват два до три различни рафта.

## Други приложения

### Приложение в медицината
Фретките са важен експериментален животински модел за човешки грип и са използвани за изследване на вируса H1N1 (свински грип) през 2009 г. Смит, Андрюс, Лайдлау инокулират през 1933 г. фретки интраназално с промивки на човешкия назофарингеал, който предизвиква форма на грип, която се разпространява в други съседни клетки. Човешкият вирус на грип (грип тип А) е предаден от заразена фретка на младши изследовател, от когото впоследствие е повторно изолиран.
Фретките са били използвани в много широки области на научни изследвания, като например изследване на патогенезата и лечение на различни човешки заболявания, включително изследвания на сърдечно-съдови заболявания, хранене, респираторни заболявания като ТОРС и човешки грип, физиология на дихателните пътища, муковисцидоза и стомашно-чревна болест.
Тъй като споделят много анатомични и физиологични особености с хората, фретките се използват широко като експериментални субекти в биомедицинските изследвания, в области като вирусология, репродуктивна физиология, анатомия, ендокринология и невронаука.

### Състезания
В Обединеното кралство, състезанията по надбягване с фретки често присъстват на селски панаири или фестивали, като хората правят малки залози на фретките, които преминават по зададени маршрути през тръби и телени мрежи. Въпреки че се правят финансови залози, събитието е предимно за развлекателни цели, а не за сериозни спортни залози като състезания с коне или хрътки.

## Регулация
- Австралия: Незаконно е да се държат фретки като домашни любимци в Куинсланд или в Северната територия; на Австралийска столична територия се изисква лиценз.
- Бразилия: Фретките са разрешени само ако им бъде даден идентификационен маркер за микрочип и стерилизирани.
- Нова Зеландия: Незаконно е продажбата, разпространението или развъждането на фретки в Нова Зеландия от 2002 г., освен ако не са изпълнени определени условия.[50]
- Пуерто Рико: Има подобен закон на хавайския.[51]
- САЩ: Фретките някога са били забранени в много щати, но повечето от тези закони са отменени през 80-те и 90-те години на миналия век, тъй като се превръщат в популярни домашни любимци. Освен това се изисква разрешение за внос от държавния департамент по земеделие, за да се внесе такова в държавата.[52] Съгласно общото право фретките се считат за „диви животни“, подлежащи на строга отговорност за причинени от тях вреди, но в няколко щата държавното законодателство е отменило общото право, считайки фретките за „домашни“.[53]
  - Калифорния: Фретките все още са незаконни съгласно Кодекс за риба и дивеч Раздел 2118;[54] и Калифорнийския правилник,[55] въпреки че не е незаконно ветеринарните лекари в щата да третират фретки, отглеждани като домашни любимци.
  - Хаваи: „Фретките са строго забранени като домашни любимци съгласно закона на Хаваи, защото са потенциални носители на вируса на бяс“.[56]
  - Вашингтон и Ню Йорк – в тези градове фретките са ограничени,[51] като забраната е подновена през 2015 г.[57][58]
  - други райони, включително Род Айлънд – необходимо е разрешение за притежаване на фретки.[59]
  - Илинойс и Джорджия – няма нужда от разрешение за притежание на фретки, но се изисква разрешение за отглеждането им.[60][61]
  - Далас, Тексас – някога е било незаконно да притежават фретки[62], но настоящият Даласки кодекс за животните включва правила за ваксиниране на фретки.[63]
  - Уисконсин – фретките са законни, но законността варира в зависимост от общината. Град Ошкош например класифицира фретките като диво животно и впоследствие им забранява да се държат в границите на града.
  - Забрана има и на много военни бази.[51]
- Япония
  - В префектурата Хокайдо фретките трябва да бъдат регистрирани в местната власт.[64]
  - В други префектури не се прилагат ограничения.

### Ограничения за внос
- Австралия – Фретки не могат да бъдат внесени в Австралия. Докладът, изготвен през август 2000 г., изглежда е единственото усилие, положено до момента, за да се промени ситуацията.[65]
- Канада – Фретки, донесени отвсякъде, с изключение на САЩ, изискват разрешение за внос от Службата за здраве на животните на Канадската агенция за контрол на храните. Фретките от САЩ изискват само сертификат за ваксинация, подписан от ветеринарен лекар. Фретките под три месеца не подлежат на никакви ограничения за внос.[66]
- Европейски съюз – От юли 2004 г. кучета, котки и фретки могат свободно да пътуват в рамките на Европейския съюз по схемата за паспорт на домашни любимци. За да преминат граница в рамките на ЕС, за фретките се изискват минимум паспорт на ЕС PETS и идентификационен микрочип (въпреки че някои държави вместо това ще приемат татуировка). Необходими са ваксинации; повечето страни изискват ваксина против бяс, а някои изискват ваксина и третиране срещу кърлежи и бълхи 24 до 48 часа преди влизането. Фретките понякога трябва да бъдат поставени под карантина преди да влязат в страната. Информацията за пътуване PETS е достъпна от всеки ветеринарен лекар в ЕС или на правителствените уебсайтове.
- Обединеното кралство – Обединеното кралство приема фретките съгласно схемата за пътуване PETS на ЕС. Фретките трябва да бъдат микрочипирани, ваксинирани срещу бяс и с документи. Те трябва да бъдат третирани срещу кърлежи и тения от 24 до 48 часа преди влизане. Те също трябва да пристигнат през разрешен маршрут. Фретките, пристигащи извън ЕС, могат да бъдат обект на шестмесечна карантина.[67]

## Окраска
Повечето фретки са или албиноси, с бяла козина и розови очи, или показват типичната тъмна маскировъчна пясъчна окраска на дивите си предшественици. През последните години животновъдите, следвайки капризите на клиентите, произвеждат голямо разнообразие от цветове и шарки. Цветът се отнася до цвета на основната космена покривка, подкосъма, очи и нос на фретката; шарката се отнася до концентрацията и разпределението на цвета върху тялото, маската и носа, както и бели маркировки върху главата или стъпалата, когато присъстват. Някои национални организации, като Американската асоциация на фретките, се опитват да класифицират тези вариации в стандартите си за презентиране.

### Категории
Има четири основни цвята: пясъчен (включително шоколадов и тъмно кафяв), албинос, тъмноок бял (DEW) (известен също като черноок бял или BEW) и сребрист. Всички останали цветове на фретки са вариации на една от тези четири категории.

### Оцветяване, следствие на синдрома на Ваарденбург
Фретките с бяла ивица на лицето или напълно бяла глава, наподобяващо пламъци, язовци и панди, почти със сигурност имат вроден дефект, който споделя някои прилики със синдрома на Ваарденбург. Това причинява, наред с други неща, черепна деформация в утробата, която разширява черепа, бели белези по лицето, а също частична или пълна глухота. Смята се, че 75% от фретките със синдрома на Ваарденбург са глухи.

## Фретката в изкуството
- ок. 1389 – „Книга на лова“ (Livre de chasse) на Gaston Phoebus, написана приблизително през 1389 г., обяснява как се ловуват различни видове животни, включително как да се използват фретки за лов на зайци. Илюстрациите показват как многоцветни фретки, снабдени с намордници, са били използвани за подгонване на зайци от техните лабиринти и насочени в чакащи мрежи.
- 15 век – „Гобеленът на фретката“ (The Ferreter's Tapestry) е гоблен от 15 век от Бургундия, Франция, сега част от колекцията на Burrell, поместена в Музея на Глазгоу и Художествените галерии. Той показва група селяни, които ловуват зайци с мрежи и бели фретки. Това изображение е възпроизведено в ренесансови дрехи в Италия 1400 – 1500 г. от Жаклин Хералд, Бел и Хайман.[69]
- ок. 1490 – Картината „Дамата с хермелина“ (′Lady with an Ermine′) на Леонардо да Винчи вероятно е сгрешена; животното е фретка, а не хермелин („ermine“ е алтернативно име за хермелина в бялата му зимна козина).[70] Белите фретки са били предпочитани през Средновековието заради лекотата да ги видите в гъст храсталак.
- 1551 – „Historiae Animalium“ на Конрад Геснер показва фретка с яка и каишка (862 стр.).[71]
- ок. 1585 – „Хермелинов портрет на кралица Елизабет I“ я показва с домашната ѝ фретка.

- „Дамата с хермелина“
- „Хермелинов портрет на Елизабет I“
- „Селяни ловуват зайци с фретки“, 15 век